# Pematang Sijonam
Pematang Sijonam is een bestuurslaag in het regentschap Serdang Bedagai van de provincie Noord-Sumatra, Indonesië. Pematang Sijonam telt 3843 inwoners (volkstelling 2010).